# Метанира
Метанира (на старогръцки: Μετάνειρα; Metaneira) в древногръцката митология е съпруга на Келей, първият цар на Елевзина в Атика и майка на Демофонт, Триптолем и Абант и на четири дъщери Калидика, Клеисидика, Демо и Калитое.
Когато Деметра, преоблечена като стара жена, търси отвлечената си от Хадес дъщеря Персефона идва в Елевзина, дъщерите на Келей я поканват в дома на баща им, където Метанира я посрещнала гостоприемно. Богинята поела гледането на новородения Демофонт. Тя намазала малкия с амброзия, от което той растял чудесно и приличал повече на бог, отколкото на човек. Когато тя го държала в огъня, за да го направи безсмъртен, тя е изненадана от Метанира, която се развикала изплашено, понеже мислела, че старицата иска да изгори сина ѝ. Деметра се ядосала и отдръпнала момченцето от огъня, поради което то останало смъртен. Тогава Деметра се показала в истинския си вид и поискала да ѝ построят храм в Елевзина, което е и изпълнено.